# Orchestre symphonique Yomiuri du Japon

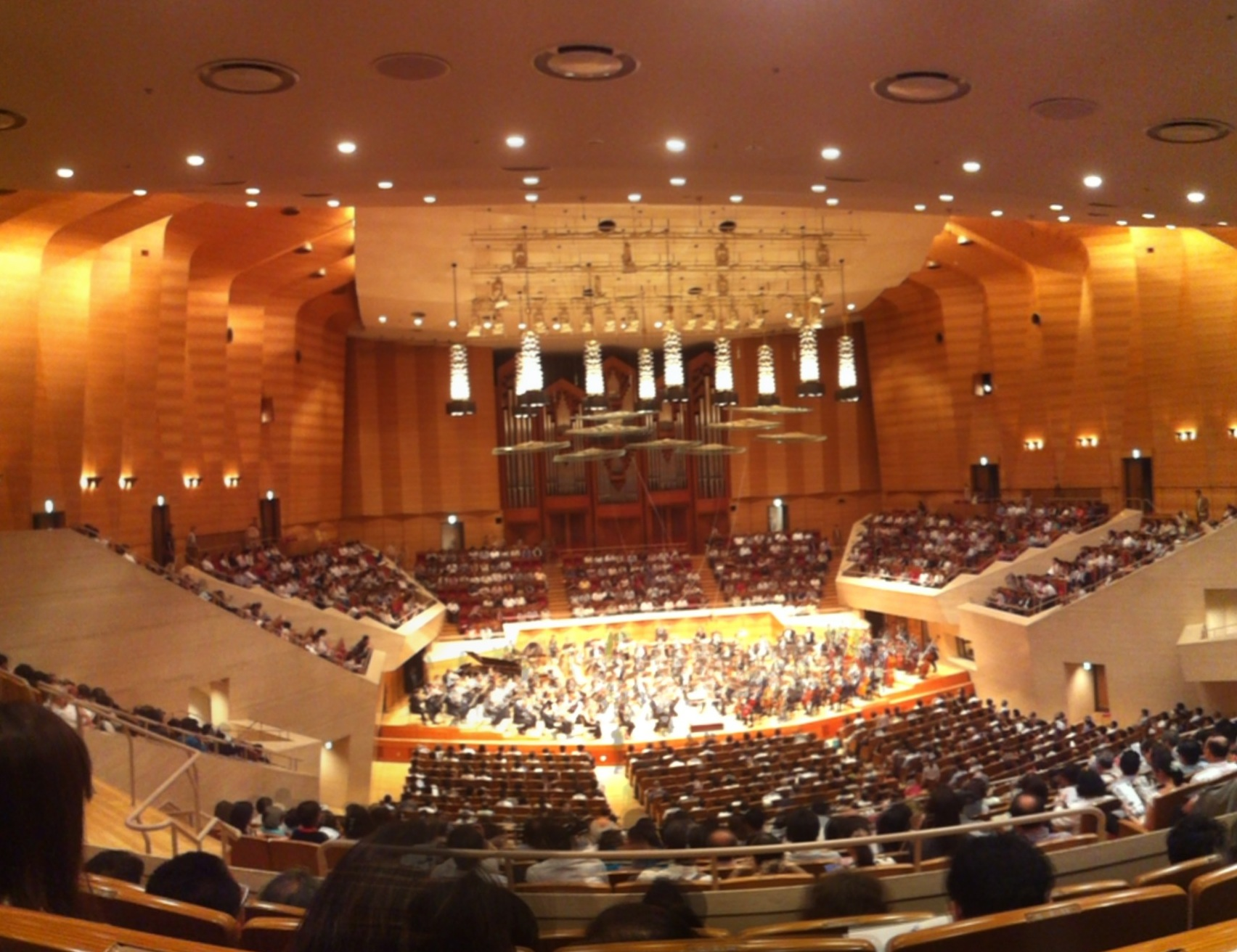
La salle Suntory

L'Orchestre symphonique Yomiuri du Japon (読売日本交響楽団, Yomiuri Nippon Kōkyō Gakudan) est un orchestre symphonique basé à Tokyo et l'un des plus prestigieux du pays. Fondé en 1962 par le quotidien japonais Yomiuri Shimbun, il est le seul exemple au monde d'un orchestre détenu par une entreprise de presse.

## Direction
- Sylvain Cambreling ((2010 - )
- Stanisław Skrowaczewski (2007 – 2010)
- Gerd Albrecht (1998 – 2007)
- Tadaaki Otaka (1992 – 1998)
- Hiroshi Wakasugi (1965 –)
- Willis Page (1962 –)